# مرسدس (فیلم)
مرسدس فیلمی ایرانی به کارگردانی و تهیه‌کنندگی مسعود کیمیایی و نویسندگی اصغر عبداللهی و مسعود کیمیایی محصول سال ۱۳۷۶ است.

## خلاصه داستان
اسفندیار به دلیل بیماری پدرش مأمور می‌شود تا با مرسدس بنز به جای پدرش به سفر برود. در این میان اسفندیار که می‌بیند یک اتومبیل گران‌قیمت به دست آورده سفر را یک روز عقب می‌اندازد و تصمیم می‌گیرد به اتفاق دوستانش یک روز با مرسدس خوش باشند. در طول روز اتفاق‌های ناخوشایندی برای اسفندیار و دوستانش رخ می‌دهد که همگی از مرسدس متنفر می‌شوند و اسفندیار صبح روز بعد مرسدس را به آتش می‌کشد.

## بازیگران
- محمدرضا فروتن در نقش اسی
- مرجان شیرمحمدی در نقش زیبا
- رامبد شکرآبی در نقش حمید
- پارسا پیروزفر در نقش یحیی
- شروین فتحی در نقش داوود
- کیانوش گرامی در نقش رستم
- اکبر معززی در نقش دکتر
- عباس قاجار در نقش عیسی خان
- سید ابراهیم بحرالعلومی در نقش پدر حمید
- علی‌اصغر طبسی در نقش مأمور نیروی انتظامی
- سوسن سلیمی در نقش پیرزن محل
- داوود عمادی در نقش کارگردان
- هوشنگ نوری در نقش فیلم‌بردار
- مهدی صبایی در نقش دستیار کارگردان
- علی وفادار در نقش بازیگر فیلم
- اصغر رحمانی در نقش راننده مینی‌بوس
- بهناز آیار در نقش زن رستم
- جواد غلامی در نقش برادر زن رستم
- رؤیا امینیان در نقش کولی
- محسن افشار در نقش راننده موتور
- مژگان فرامرزی در نقش کولی
- امیرعلی میرزایی در نقش دف‌زن
- اردشیر ایران خواه در نقش دف‌زن
- مجید طیبی در نقش دف‌زن
- بهارک بحرالعلومی در نقش دختر کولی